# جون فلينت (شخصية أعمال)
جون فلينت (بالإنجليزية: Jon Flint) هو شخصية أعمال أمريكي، ولد في 11 أغسطس 1951 في نيويورك في الولايات المتحدة.

## وصلات خارجية
- جون فلينت على موقع IMDb (الإنجليزية)
- جون فلينت على موقع قاعدة بيانات الفيلم (الإنجليزية)